# 壬生于恒
壬生 于恒（みぶ ゆきつね、明応4年〈1495年〉 - 天文11年11月11日〈1542年12月17日〉）は、戦国時代の官人。初名は元光。左大史・壬生雅久の子。官位は正四位上・左大史。

## 経歴
明応9年（1500年）従五位下に叙爵。文亀2年（1502年）父の壬生雅久から主殿頭を譲られると当時に、元光から于恒に改名する。永正元年（1504年）大宮家に官務・氏長者職を奪われて長く病んでいた雅久が没した。
永正8年（1511年）従五位上、永正12年（1515年）正五位下と昇進し、永正15年（1518年）左大史を兼ねた。永正17年（1520年）27年に亘って官務の地位を占めていた大宮時元が没すると、1歳年下で時元の子であった伊治を抑えて于恒が官務に補せられる。大永元年（1521年）に足利義晴の将軍宣下が決まったことで、儀式にいずれが関わるかとの問題が絡んで于恒と伊治の対立は深刻化したが、将軍宣下当日に後柏原天皇から于恒の官務留任を望む女房奉書が于恒に下され、于恒は官務の地位を守った。
この間、永正18年（1521年）正五位上、大永6年（1526年）正月に従四位下に昇叙される。しかし、同年4月に後柏原天皇が崩御すると、伊治による新帝・後奈良天皇への働きかけにより、7月に伊治が官務に任ぜられた。大永7年（1527年）2月に大宮家に近かった管領・細川高国が桂川原の戦いで敗れて近江国坂本へ逃亡すると、于恒が巻き返しを図る。仲裁に入った前内大臣・三条西実隆は清原宣賢らとともに大宮・壬生両家の和解案を作成。官務を3年間の任期として3年目の2月に交替を行うこと（ただし、片方の当主が20歳未満の場合はこの限りではない）、官務の職とともに小槻氏の氏長者の地位と渡領の権利を移動することなどを柱とした和解案に合意、和解案の正本のうち1通は後奈良天皇の元に届けられて了承を得た。
両家の和解内容を受けて、享禄元年（1528年）于恒は伊治から官務の地位を譲られた。しかし、実際には壬生・大宮両家とも、経済的な困窮から地方に下るなどして官務の職務を遂行できず、相手方に官務職が移る事態が頻発した。享禄2年（1529年）には和解案に定められた3年を待たずに官務職は于恒から伊治に遷っている。
その後、享禄3年（1530年）従四位上、天文3年（1534年）正四位下と累進し、天文7年（1538年）正四位上に至る。
天文11年（1542年）11月11日卒去。于恒没後、壬生家は僧籍にあった登辰を強引に還俗させて当主とした。

## 官歴
注記のないものは『地下家伝』による。
- 明応9年（1500年） 12月25日：従五位下
- 文亀2年（1502年） 4月2日：主殿頭、元光から于恒に改名[3]
- 永正8年（1511年） 12月30日：従五位上
- 永正12年（1515年） 12月30日：正五位下
- 永正15年（1518年） 11月25日：兼左大史
- 永正18年（1521年） 3月17日：正五位上
- 大永6年（1526年） 正月25日：従四位下。7月8日：辞官務[4]
- 享禄3年（1530年） 正月20日：従四位上
- 天文3年（1534年） 5月22日：正四位下
- 天文7年（1538年） 正月5日：正四位上
- 天文8年（1539年） 3月23日：兼美濃権介
- 天文11年（1542年） 11月11日：卒去

## 系譜
『地下家伝』による。
- 父：壬生雅久
- 母：不詳
- 生母不詳の子女
  - 男子：壬生登辰
  - 男子：壬生朝芳（1541-1602）